# Saint-Erme-Outre-et-Ramecourt
Saint-Erme-Outre-et-Ramecourt är en kommun i departementet Aisne i regionen Hauts-de-France i norra Frankrike. Kommunen ligger  i kantonen Sissonne som ligger i arrondissementet Laon. År 2022 hade Saint-Erme-Outre-et-Ramecourt 1 700 invånare.

## Befolkningsutveckling
Antalet invånare i kommunen Saint-Erme-Outre-et-Ramecourt
Referens: INSEE